# Barbora Goldmannová
Barbora Goldmannová (* 28. září 1992 Prakšice) je česká herečka, zpěvačka a moderátorka.

## Životopis
Vystudovala hudebně-dramatický obor na brněnské konzervatoři a poté činoherní herectví na Janáčkově akademii múzických umění. Během vysokoškolského studia vycestovala na dva semestry na londýnskou hereckou školu Rose Bruford College of Theatre and Performance. Od roku 2017 je v angažmá v Městském divadle Brno. V roce 2020 se díky roli Evy v inscenaci Ztracený ráj (zpráva o člověku) dostala do širší nominace na cenu Thálie v kategorii činoherní herečka.
Dlouhodobě spolupracuje s Českým rozhlasem, v roce 2018 byla nominována v anketě Neviditelný herec za namluvení audioknihy Jeptiška Denise Diderota. O rok později byla nominovaná znovu, a to za roli Very v Cybercomixu od Egona Bondyho.
Věnuje se i moderování, kromě moderování kulturních a společenských akcí je také jednou z moderátorek Hitrádia City Brno.

## Divadelní role, výběr
- 2017 Jeffrey Lane, David Yazbek, Pedro Almodóvar: Ženy na pokraji nervového zhroucení, Christina, Městské divadlo Brno, režie Stanislav Slovák
- 2018 Jonathan Larson: Rent, Joanne Jefferson (v alternaci s Dagmar Křížovou), Městské divadlo Brno, režie Stanislav Moša
- 2018 Arthur Miller: Čarodějky ze Salemu, Abigail Williamsová, Městské divadlo Brno, režie Mikoláš Tyc
- 2018 Alexandre Dumas, Vítězslav Nezval: Tři mušketýři, Milady, Městské divadlo Brno, režie Igor Ondříček
- 2019 Lev Nikolajevič Tolstoj: Anna Karenina, Hraběnka Merkalová (v alternaci s Máriou Lalkovou), Městské divadlo Brno, režie Petr Gazdík
- 2019 Christopher Hampton: Nebezpečné vztahy, Prezidentová de Tourvel, Městské divadlo Brno, režie Mikoláš Tyc
- 2019 Johann Nepomuk Nestroy: Pro nic za nic, Ema Bušová, Městské divadlo Brno, režie Mikoláš Tyc
- 2020 John Milton, Dodo Gombár: Ztracený ráj (zpráva o člověku), Eva, Městské divadlo Brno, režie Dodo Gombár
- 2021 Paul Gordon, John Caird: Jane Eyrová, Grace Pooleová (v alternaci s Johanou Gazdíkovou), Městské divadlo Brno, režie Petr Gazdík
- 2021 Karel Cón, Jan Šotkovský, Petr Štěpán, Stanislav Slovák: Napoleon aneb alchymie štěstí, Agáta, Městské divadlo Brno, režie Stanislav Slovák

## Filmografie
| Rok  | Název                        | Role              | Poznámky                                   |
| ---- | ---------------------------- | ----------------- | ------------------------------------------ |
| 2014 | Kancl                        | Kamila            | díl: „Baltik“                              |
| 2017 | Labyrint                     |                   | díl: „Epizoda 2“                           |
| 2017 | Modrý kód                    |                   | díl: „Poloviční radost“                    |
| 2019 | Kančí les                    | Marika Beruszková |                                            |
| 2020 | Modrý kód                    |                   | díl: „Buď sbohem, lásko má“                |
| 2021 | Prvok, Šampón, Tečka a Karel | studentka         |                                            |
| 2021 | AktrŠéf Městský              | ona sama          | internetový speciál Městského divadla Brno |
| 2021 | Generálové                   | komentář          | pouze hlas, televizní pořad                |
| 2022 | Zoo                          | chůva             | díl: „Cesta do LA“                         |

## Rozhlas, výběr
- 2013 Denis Diderot: Jeptiška, vydal Radioservis a.s.
- 2020 Christina Dalcherová: VOX, vydali Audiotéka a Host
- 2021 Halina Birenbaumová: Naděje umírá poslední, vydalo nakladatelství Jota
- 2021 Jiří Kratochvil: Liška v dámu, Český rozhlas[5]
- 2021 Anna Bolavá: Před povodní, Český rozhlas[6]
- 2021 Nina Špitálníková: Svědectví o životě v KLDR, Český rozhlas[7]